# Shine (píseň, Sestry Tolmačovovy)
Shine (česky znamená Zař nebo Sviť) je píseň ruské sesterské hudební skupiny Sestry Tolmačovovy, se kterou reprezentovaly Rusko na Eurovision Song Contest 2014.
Píseň byla vydána 19. března 2014 a videoklip k ní byl vydán 25. března 2014. Ruská verze písně se jmenuje Polovina a měla premiéru 4. dubna 2014.
Autory hudby jsou Filipp Kirkorov a Dimitris Kontopoulos, text napsali John Ballard, Ralph Charlie a Gerard James Borg.

## Seznam písní
| Digitální stažení | Digitální stažení | Digitální stažení |
| Pořadí            | Název             | Délka             |
| ----------------- | ----------------- | ----------------- |
| 1.                | Shine             | 3:03              |
| Celková délka:    | Celková délka:    | 3:03              |